# 이시카와 다쓰야
이시카와 다쓰야(일본어: 石川 竜也, 1979년 12월 25일 ~ )는 일본의 전 축구 선수이다.

## 구단 경력
그는 2002년부터 2017년까지 J리그의 가시마 앤틀러스, 도쿄 베르디, 몬테디오 야마가타에서 활동하였다.

## 국가대표팀 경력
그는 1999년 FIFA 세계 청소년 축구 선수권 대회에 참가할 일본 U-20 국가대표팀에 발탁되었으며, 5경기에 출전, 1득점을 넣어서 준우승에 기여했다.